# Joel Courtney

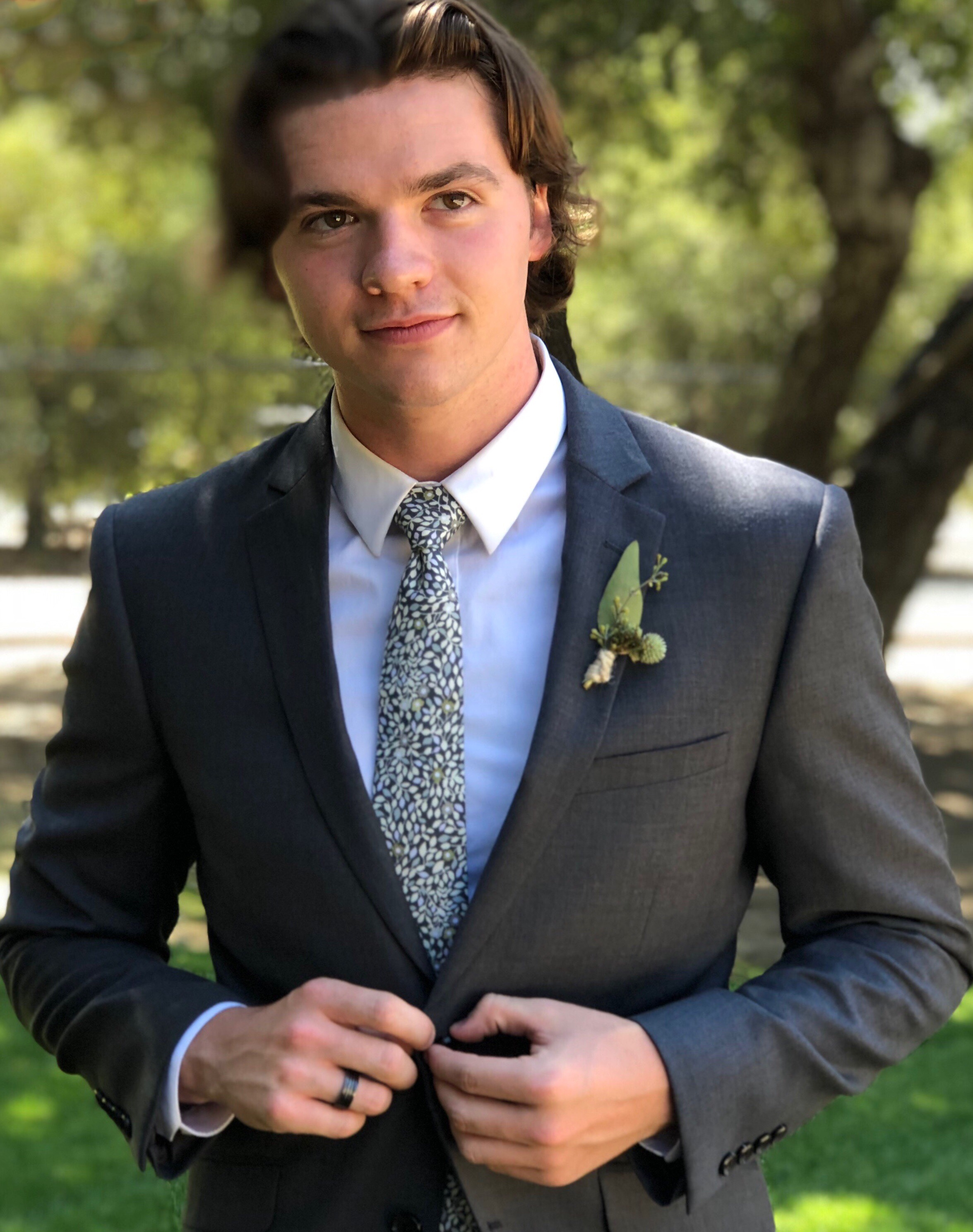
Joel Courtney in 2018

Joel Courtney (31 januari 1996 Californië, Monterey) is een Amerikaanse acteur bekend voor de rol van Lee Flynn in The Kissing Booth (2018), The Kissing Booth 2 en The Kissing Booth 3 (2021). Hij heeft ook in de film Super 8 (2011) gespeeld.

## Biografie
Hij werd opgevoed in Moscow, Idaho met zijn broer Caleb en zijn zus Chantelle. 

## Carrière
De casting directeur Patti Kalles heeft Courtney aanbevolen om een auditie bij Paramount Pictures te doen. Na 11 keer terugbellen, kreeg hij de rol van Joe Lamb in de film Super 8.
In 2011 kreeg hij een kleine rol in het tv-programma The Haunting Hour van R.L. Stine. In 2012 speelde hij nog in een tweede speelfilm, The Healers.
Later in 2014, speelde hij het figuur van Tom Sawyer in Tom Sawyer and Huckleberry Finn gerealiseerd door Mark Twain.
11 mei 2018 heeft hij in The Kissing Booth gespeeld waar hij de rol van Lee Flynn interpreteerde. Een succesvolle film uitgekomen op Netflix samen met twee andere personages Joey King en Jacob Elordi. 14 februari kondigde Netflix  aan dat The Kissing Booth 2 zou uitkomen. De film verscheen 24  februari op Netflix. In hetzelfde jaar, kwam de 3de film van deze reeks uit, getiteld The Kissing Booth 3. 

## Persoonlijk leven
Joel Courtney en Mia Scholink, zijn jeugdvriendin, zijn sinds 2017 een koppel. Op Valentijnsdag 2020, heeft hij Mia ten huwelijk gevraagd. Sinds 28 september 2020, zijn ze getrouwd.

## Filmografie

### Film
| Jaar | Titel                                                 | Rol                             |
| 2011 | Super 8                                               | Joe Lamb                        |
| 2012 | Spare Time Killers                                    | Young Tony                      |
| 2013 | Dont’ Let Me Go                                       | Nick Madsen                     |
| 2014 | Mercy Sins of Our Youth Tom Sawyer & Huckleberry Finn | Buddy Bruckner David Tom Sawyer |
| 2016 | Dear Eleanor The River Thief                          | Billy Hobgood Diz               |
| 2017 | F the Prom                                            | Cole Reed                       |
| 2018 | Assimilate The Kissing Booth                          | Zach Henderson Lee Flynn        |
| 2020 | The Kissing Booth 2 The Empty Man                     | Lee Flynn Brandon Maibum        |
| 2021 | The Kissing Booth 3                                   | Lee Flynn                       |

### Televisie
| Jaar | Titel                          | Rol              | Episode                                                                    |
| 2011 | The Haunting Hour: The Series  | John Westmore    | Episodes: ‘’Creature Feature (Part 1)’’ and ‘’ Creature Feature (Part 2)’’ |
| 2012 | Rogue                          | Griffin Jones    | Televisie film                                                             |
| 2015 | The Messengers                 | Peter Moore      | Hoofdrolspeler                                                             |
| 2016 | Agents of S.H.I.E.L.D.         | Nathaniel Malick | Episode: ‘’Paradise Lost’’                                                 |
| 2017 | APB                            | Luke             | Episode: ‘’Daddy's Home’’                                                  |
| 2019 | Double Dare                    | Himself          | Deelnemer                                                                  |
| 2020 | Group Chat with Annie & Jayden | Himself          | Episode: ‘'Would You Rather Kiss’’                                         |